# Sammy Davis (racerförare)
Sydney Charles Houghton "Sammy" Davis, född den 9 januari 1887, död den 9 januari 1981, var en brittisk motorjournalist och racerförare.
Davis var redaktör för motortidskriften The Autocar, men körde även biltävlingar. Han kom tvåa i sitt första Le Mans-lopp 1925, tillsammans med Jean Chassagne i en Sunbeam 3 Litre. 1927 vann han loppet tillsammans med Dudley Benjafield i en Bentley 3 Litre.
Davis var även aktiv i veteranbilskretsar.